# George Mountbatten, 2. Marquess of Milford Haven

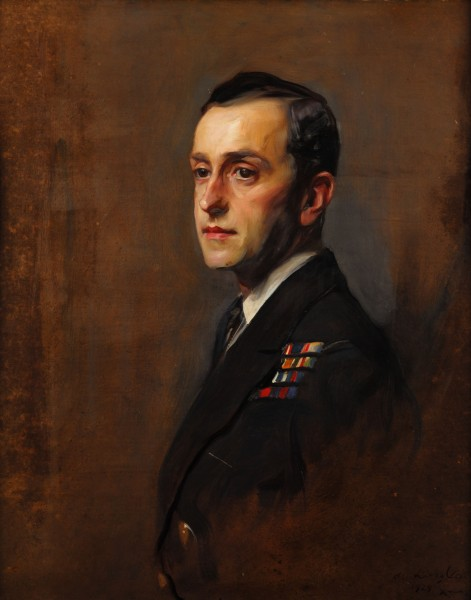
George Mountbatten, 2. Marquess of Milford Haven, Porträt von Philip Alexius de László (1924)

Wappen des 2. Marquess of Milford Haven

George Louis Victor Henry Serge Mountbatten, 2. Marquess of Milford Haven (* 6. Dezember 1892 in Darmstadt; † 8. April 1938 in London) war ein deutsch-britischer Hochadliger und britischer Marineoffizier. Er war Mitglied des Hauses Battenberg, einer Nebenlinie der hessischen Herrscherfamilie. Durch seine Mutter gehörte er außerdem der britischen Königsfamilie an. Er war der ältere Bruder von Lord Louis Mountbatten und Onkel des Prince Philip Mountbatten, 1. Duke of Edinburgh.

## Leben
Er wurde 1892 als Seine Durchlaucht Prinz George Louis Victor Henry Serge von Battenberg geboren. Seine Eltern waren der britische Admiral hessischer Herkunft Prinz Ludwig Alexander von Battenberg (1854–1921) und Prinzessin Victoria Alberta von Hessen und bei Rhein (1863–1950), eine Enkelin Königin Victorias und Schwester des letzten Großherzogs von Hessen-Darmstadt.
Er trat 1910 in die Royal Navy ein, besuchte das Royal Naval College in Dartmouth, diente im Ersten Weltkrieg und schied 1932 im Rang eines Commander aus dem aktiven Dienst aus. 1937 wurde er als Reserveoffizier in den Rang eines Captain befördert. 1916 wurde er zum Knight Commander des Royal Victorian Order geschlagen und 1932 zum Knight Grand Cross desselben Ordens erhoben.
In seiner Jugend war George in seine Cousine Tatjana Nikolajewna Romanowa verliebt, die zweite Tochter Zar Nikolaus II. von Russland. Er benannte seine einzige Tochter nach ihr. Am 15. November 1916 heiratete Prinz George von Battenberg in London die Gräfin Nadja Michailowna Romanowa de Torby (1896–1963), die zweite Tochter des russischen Großfürsten Michail Michailowitsch Romanow (1861–1929) und Gräfin Sophie von Merenberg de Torby (1868–1927).
Als im Juli 1917 im Zuge der antideutschen Stimmung der britischen Öffentlichkeit im Ersten Weltkrieg König Georg V. für sich und seine Familie auf alle deutschen Titel verzichtete und seine Verwandten dazu aufrief, dasselbe zu tun, legte auch Georgs Vater Ludwig Alexander von Battenberg seine hessischen Titel ab. Er anglisierte zugleich den Familiennamen „Battenberg“ zu „Mountbatten“ und am 7. November 1917 verlieh ihm König Georg V. die britischen Adelstitel Marquess of Milford Haven, Earl of Medina und Viscount Alderney. George verlor dadurch ebenfalls seine Titulatur als Prinz und die Anrede His Serene Highness (Seine Durchlaucht) und führte als Heir apparent des Marquess fortan den Höflichkeitstitel Earl of Medina.
Beim Tod seines Vaters 1921 erbte er dessen britische Titel als 2. Marquess of Milford Haven und wurde dadurch Mitglied des britischen House of Lords. Er und seine Frau führten insbesondere in den 1920er und 1930er Jahren eine offene Beziehung. Beide hatten Beziehungen zu Personen beiderlei Geschlechts. Bekannt ist die Affäre von Lady Mountbatten mit Gloria Morgan-Vanderbilt (1904–1965). Beim Sorgerechtsstreit (1934) zwischen Morgan-Vanderbilt und deren Schwägerin Gertrude Vanderbilt Whitney (1875–1942) wurden Glorias Lebenswandel und wechselnde Liebschaften bekannt, darunter die lesbische Beziehung seiner Frau Lady Nadja Mountbatten. Die Beziehung wurde zum Mittelpunkt einer vielbeachteten Gerichtsauseinandersetzung in den Vereinigten Staaten. Lord Milford Haven stellte im Laufe seines Lebens eine umfangreiche und wertvolle Sammlung von erotischer Kunst zusammen, die nach seinem Tod als Dauerleihgabe an das British Library Museum übergeben wurde.
George Mountbatten, 2. Marquess of Milford Haven, starb am 8. April 1938 an den Folgen von Knochenkrebs. Aus seiner Ehe gingen zwei Kinder hervor:
- Lady Tatiana Elizabeth Mountbatten (1917–1988), unverheiratet;
- David Mountbatten, 3. Marquess of Milford Haven (1919–1970) ⚭ (1) 1950–1954 Romaine Dahlgren Pierce (1923–1975), ⚭ (2) 1960–1970 Janet Mercedes Bryce (* 1937).